# Eduard Muret
Gustave Edouard (Eduard) Théodore Muret, född 31 augusti 1833 i Berlin, död 1 juli 1904 i Großlichterfelde vid Berlin, var en tysk lexikograf.
Muret, som var av valdensiska familj, var lärare vid Luisenschule i Berlin 1864–1899. Han utarbetade en väldig engelsk-tysk och tysk-engelsk ordbok (tryckt 1891–1901; med biträde av bland andra Daniel Sanders) samt flera mindre (Englisches Taschenbuch) lexika för samma språk.